# Раджиндер Сінх Беді
Раджиндер Сінх Беді (англ. Rajinder Singh Bedi, пенджаб. ਰਾਜਿੰਦਰ ਸਿੰਘ ਬੇਦੀ, урду راجندر سنگھ بیدی, гінді राजिंदर सिंह बेदी; нар. 1 вересня 1915 — 11 листопада 1984) — письменник мовою урду, учасник руху прогресивних письменників, драматург, згодом режисер, сценарист і автор діалогів мовою гінді.
Беді вважається одним із провідних прогресивних письменників художньої літератури мовою урду ХХ століття та одним із найвидатніших письменників мовою урду. Найбільшу відомість йому принесли «тривожні» розповіді про поділ Індії.

## Біографія

### Ранні роки
Народився у селі Дгаллі-кі (Dhalli-ki) в окрузі Сіялкот штату Пенджаб, (нині пакистанська провінція Пенджаб), у сім'ї Гіри Сінх Беді (Hira Singh Bedi) і Севи Даї (Seva Dai). Його дитинство і юність пройшли в Лахорі, де він здобув освіту мовою урду, як це було заведено у більшості панджабських сімей, хоча до закінчення коледжу справа не дійшла.

### Діяльність
Його перша збірка короткої прози «Даан-о-даам» (Лов), яку вирізняє його знамените оповідання «Гарам коут» (Тепле пальто) побачила світ у 1940 році. 1942 року Беді видав свою другу збірку оповідань «Ґреган» (Затьмарення).
У 1943 році став співробітником невеличкої лахорської кіностудії «Магешварі Філмз», хоча через півтора року повернувся на All India Radio, звідки його відрядили в Джамму, де він пропрацював до 1947 року, ставши директором радіомовної служби Джамму і Кашміру.
Перед поділом Індії Раджиндер Сінх Беді опублікував ще чимало оповідань, якими впевнено заявив про себе як про плідного письменника. Його урдумовний роман «Ек чадар майлі сі», назва якого у перекладі на англійську мову звучить як «Я беру цю жінку», 1965 року одержав премію для урдумовних письменників індійської Академії літератури (англ. Sahitya Akademi Award to Urdu Writers). Книжку було згодом перекладено мовами гінді, кашмірі і бенгалі.
Пізніше вийшли такі його збірки оповідань, як «Кох Джалі» і «Апне Дух Муджхе Дедо» та збірка п'єс «Саат Хель».

### Фільми
Після розділу Індії в 1947 році Беді‎ переїхав у Бомбей і почав працювати з індійським кінорежисером Д. Д. Кашьяп, написавши свої перші екранні титри діалогу до фільму «Баді Баген» 1949 року, хоча ширше визнання йому приніс його другий фільм «Дааг» (1952).
У 1954 році він об'єднався з Амаром Кумаром, Балраджем Сахні, Гітою Балі та іншими з метою створення нової компанії під назвою «Cine Cooperative». 1955 року вона випустила свій перший фільм «Гарам коут» на основі однойменного оповідання Беді, де головні ролі зіграли Балрадж Сахні і Нірупа Рой, а режисером був Аман Кумар. Фільм дав Беді змогу написати цілий сценарій.
Режисером їхнього другого фільму — «Ранголі» (1962), де головні ролі виконували Кішоре Кумар, Виджаянтімала і Дурга Хоте, також був Амар Кумар.
Беді‎ продовжив демонструвати своє різноманіття стилів написання діалогів у багатьох класичних фільмах мовою гінді, починаючи із «Мірза Галіб» (1954), створеного Сохрабом Моді, «Девдас» (1955) від Бімал Рой і «Мадгуматі» (1958); у фільмах Амара Кумара і Грішікеш Мухерджі, у фільмах «Анурадга» (1960), «Анупама» (1966), «Сатьякам» (1969) і «Абгімаан» (1973).
Як режисер він дебютував класичним гіндімовним фільмом «Дастак» (1970), де в головних ролях були Санджив Кумар і Регана Султан, а музику написав Мадан Моган. У наступному десятилітті він став режисером ще трьох фільмів: «Фагун» (1973), «Наваб Сагіб» (1978) та «Аанхін Дехі» (1978).
Його роман «Ек чадар майлі сі» екранізували у Пакистані під назвою «Муттгі Бгар Чавал» (1978) та потім в Індії під назвою «Ек чадар майлі сі» (1986).
Його син Нарендер Беді був також режисером і постановником фільмів, зокрема «Джавані Дивані» (1972), «Бенаам» (1974), «Рафу Чаккар» (1975) і «Санам Тері Касам» (1982). Він помер у 1982 році, через кілька років після смерті своєї дружини. Після цього, здоров'я Раджиндера Сінха Беді почало погіршуватися. 1982 року він переніс параліч і помер у Бомбеї двома роками пізніше.
За його оповіданням «Ладжванті» у 2006 році було знято телефільм (режисер — Ніна Гупта.

## Творча спадщина
На спомин про нього уряд Пенджабу започаткував премію ім. Раджиндера Сінха Беді в галузі літератури урду.

## Фільмографія
- Ek Chadar Maili Si (1986) — сюжет
- Aankhin Dekhi (1978) — режисер
- Mutthi Bhar Chawal (1978) — сюжет
- Nawab Sahib (1978) — режисер
- Phagun (1973) — режисер, продюсер
- Abhimaan (1973) — діалог
- Grahan (1972) — сюжет
- Dastak (1970) — режисура, сценарій
- Satyakam (1969) — діалог
- Mere Hamdam Mere Dost (1968) – автор сценарію
- Baharon Ke Sapne (1967) — діалог
- Anupama (1966) — діалог
- Mere Sanam (1965) — сценарій, діалог
- Rangoli (1962) — діалог, автор сценарію
- Aas Ka Panchhi (1961) — сценарист
- Mem-Didi (1961) — сценарист
- Anuradha (1960) — діалог
- Bombai Ka Baboo (1960) — діалог
- Madhumati (1958) — діалог
- Musafir (1957) — діалог
- Basant Bahar (1956) — діалог
- Milap (1955) — діалог
- Garam Coat (1955) — автор діалогів, сценарист, продюсер
- Devdas (1955) — діалог
- Mirza Ghalib (1954) — діалог
- Daag (1952) — діалог
- Badi Bahen (1949) — діалог

## Нагороди

### Фільми
- Filmfare Best Dialogue Award (1959): за фільм «Madhumati» (1958)
- Filmfare Best Dialogue Award (1971): за фільм «Satyakam» (1969)

### Літературні нагороди
- Sahitya Akademi Award Urdu 1965: Ek Chadar Maili Si (Я беру цю жінку)[15]
- Ghalib Award – Urdu Drama 1978.[16]

## Праці про Раджиндера Сінха Беді
- Rajinder Singh Bedi: Shakhsiyat aur Fan by Jagdish Chander Wadhawan, 1999, Educational Publishing House, ISBN 81-87667-00-1. Reference submitted by Dr. Priyanka Puri, Assistant Professor, Miranda House, University of Delhi ( Lt. Sh. Wadhawan's grand daughter). (англ.)
- Rajinder Singh Bedi: A Study, by Varis Hussain Alvi. 2006.[17]
- Rajinder Singh Bedi [Архівовано 20 червня 2013 у Wayback Machine.] Sounds and Whispers: Reflections on the Literary Scene, 1984–86, by Abulkhair Kashfi, Syed Abu Ahmad Akif. Asasa Books, 1991. Chapter 25 – "Rajinder Singh Bedi:The Last Pillar Of Modem Urdu Short Story", page 111. (англ.)
- Progressive Filmmaker: Films of Rajinder Singh Bedi – Annual of Urdu Studies [Архівовано 3 березня 2016 у Wayback Machine.] (англ.)
- India Partitioned: The Other Face of Freedom, edited by Mushirul Hasan. New Delhi, Roli Books, 1995 (англ.)
- Shadow Lives: Writings on Widowhood. Edited by Uma Chakravarti and Preeti Gill. Kali for Women, New Delhi. 2002. (англ.)[18]